# Velardemyia ica
Velardemyia ica là một loài ruồi trong họ Tachinidae.